# Petar Krstić
Petar Krstić (* 18. Februar 1877 in Belgrad; † 21. Januar 1957 ebenda) war ein jugoslawischer Komponist.
Krstić studierte bei Robert Fuchs und Guido Adler in Wien. Er war Kapellmeister und Musiklehrer in Belgrad und musikalischer Leiter von Radio Belgrad. Daneben arbeitete er ab 1922 als Redakteur bei der Zeitschrift Muzički glasnik.
Neben zwei Opern (Zulumćar, 1927 und Ženidba Jankovic Stojana, 1948) und mehreren Schauspielmusiken komponierte er zwei Ouvertüren, eine Streichersuite, kammermusikalische Werke, eine Kantate (Jutro slobode, 1919), Chorwerke und Lieder.